# Кольонія-Вжелюв
Кольонія-Вжелюв (пол. Kolonia Wrzelów) — село в Польщі, у гміні Вількув Опольського повіту Люблінського воєводства.
Населення — 78 осіб (2011).

## Демографія
Демографічна структура станом на 31 березня 2011 року:
|          | Загалом | Допрацездатний вік | Працездатний вік | Постпрацездатний вік |
| -------- | ------- | ------------------ | ---------------- | -------------------- |
| Чоловіки | 44      | 5                  | 31               | 8                    |
| Жінки    | 34      | 6                  | 19               | 9                    |
| Разом    | 78      | 11                 | 50               | 17                   |